# デイヴィソン＝ガーマーの実験
デイヴィソン＝ガーマーの実験 (Davisson–Germer experiment) は、1923年から27年までクリントン・デイヴィソンとレスター・ガーマーによりWestern Electric（のちのベル研究所）で行われた実験。ニッケル金属の結晶の表面により散乱された電子が回折パターンを示した。これは1924年にルイ・ド・ブロイが発展させた波動と粒子の二重性の仮説を裏付けるものであり、量子力学を作っていく上での実験上のマイルストーンである。

## 歴史と概要
19世紀後半のマクスウェル方程式によると、光は電磁場の波からなると考えられ、物質は局在化した粒子からなると考えられていた。しかし、このことはアルベルト・アインシュタインが1905年に発表した光電効果（ここで光を離散的で局所的なエネルギーの量子（現在は光子と呼ばれる）として書いている〉に関する論文で異議を唱えられた。アインシュタインはこの業績により1921年にノーベル物理学賞を受賞している。1924年、ルイ・ド・ブロイは波動と粒子の二重性に関する論文を発表した。ここで全ての物質が光子の波動と粒子の二重性を示すという考えを提案した。 ド・ブロイによると、あらゆる物質でも放射線でも同じように、粒子のエネルギー{\displaystyle E}は、プランク定数によりその合成波の周波数 {\displaystyle \nu }に関連している。
{\displaystyle E=h\nu \,}
そして粒子の運動量 {\displaystyle p}は、現在ド・ブロイの関係式として知られる式によって波長と関連している。
{\displaystyle \lambda ={\frac {h}{p}},}
hはプランク定数
デイヴィソン・ガーマーの実験に対する重要な貢献は1920年代にゲッティンゲンにいたウォルター・エルサッサーによりなされた。彼はX線の波動のような性質が結晶性固体でのX線散乱実験を通して確認されたのと同じように、物質の波動のような性質が結晶性固体での電子散乱実験により調べることができるであろうということを述べた。
エルサッサーのこの提案は、先輩で同僚のマックス・ボルンによりイギリスの物理学者たちに伝えられた。デイヴィソンとガーマーの実験が行われたときには、その結果はエルサッサーの提案により説明された。しかしながら、デイヴィソン・ガーマーの実験の最初の意図はド・ブロイの仮説を裏付けることではなく、ニッケル表面を研究することにあった。

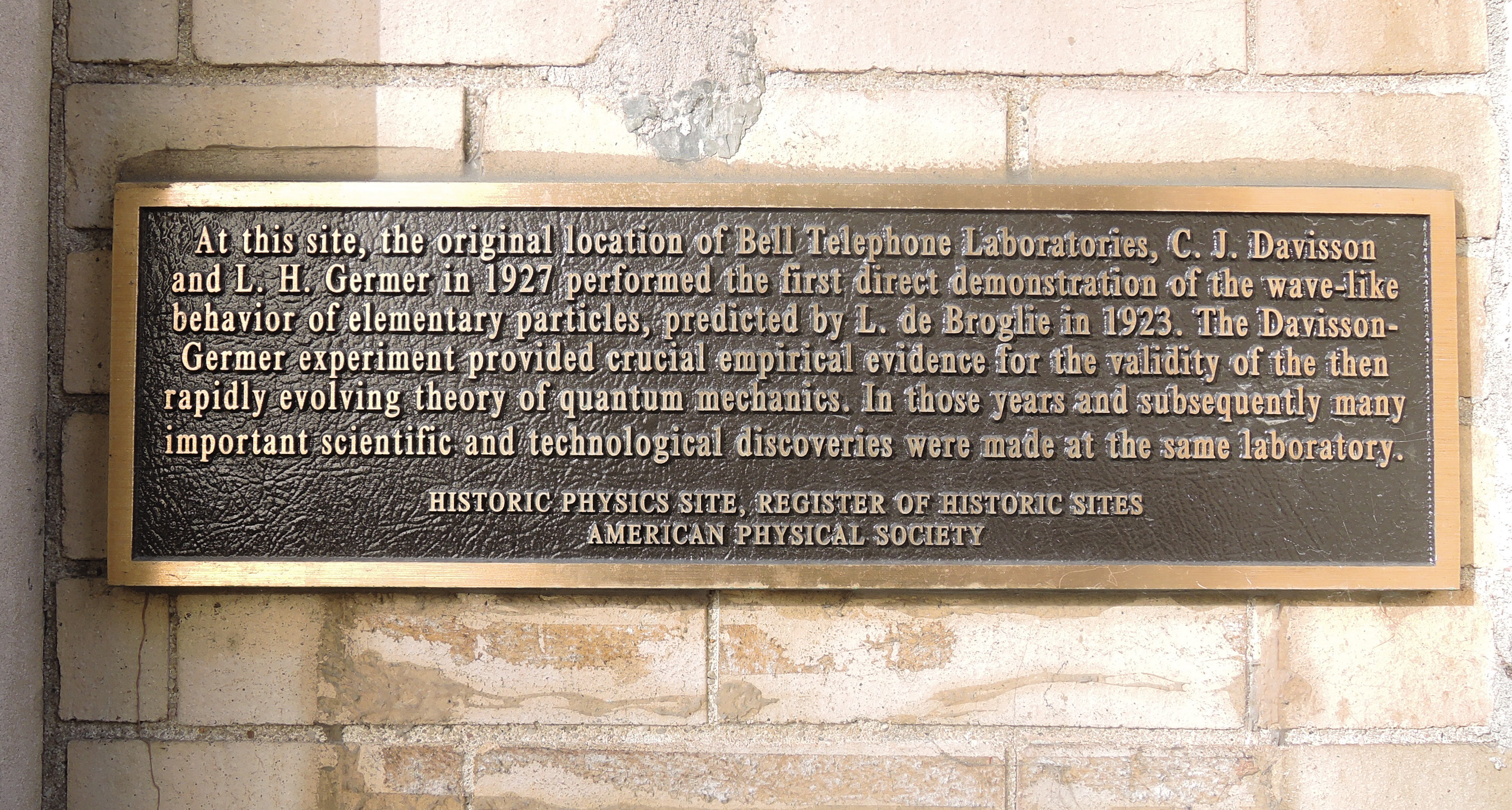
American Physical Society plaque in Manhattan commemorates the experiment

1927年、ベル研究所でクリントン・デイヴィソンとレスター・ガーマーはターゲットの結晶ニッケルに対して動きの遅い電子を発射した。反射電子強度の角度依存性が測定され、X線に関してブラッグにより予測されたものと同じ回折パターンを有することが決定された。同じ時期にジョージ・パジェット・トムソンが独立に電子を発射し金属膜を通すことで回折パターンを生成し同じ効果を実証した。デイヴィソンとトムソンは1937年にノーベル物理学賞を共同受賞している。デイヴィソン=ガーマーの実験では物質が波のような振る舞いをするというド・ブロイの仮説を確認された。このことは、アーサー・コンプトン（1927年のノーベル物理学賞受賞者）により発見されたコンプトン効果とともに、量子論における基本段階である波動と粒子の二重性を確立した。

## 初期の実験
デイヴィソンは1921年に電子衝撃と二次電子放出の研究を始めた。一連の実験は1925年に行われた。

実験装置

デイヴィソンとガーマーの本当の目的は、ニッケル表面に電子ビームを向け様々な角度で跳ね返る電子の数を観察することにより、ニッケル片の表面を研究することであった。彼らは電子の大きさが小さいゆえに、最もなめらかである結晶表面でさえも非常に粗く、電子ビームが拡散反射すると予想していた。
実験は、ニッケル結晶に対してその表面に垂直に電子ビームを発射すること（電子銃、静電粒子加速器より）、検出器とニッケル表面の間の角度を変化させたときの反射電子の数の変化を測定することからなる。電子銃は加熱したフィラメントであり、熱的に励起された電子を放出する。この電子は電位差により加速され一定の運動エネルギーを持ちニッケル表面に向かう。表面に向かう途中で電子が他の原子と衝突するのを回避するために、実験は真空チャンバ内で行われた。異なる角度で散乱する電子の数を測定するために、結晶の周りを弧状に移動することのできるファラデーカップ電子検出器を使用した。検出器は弾性散乱された電子のみを受け取るよう設計された。
実験中に偶然に空気がチャンバ内に入り、ニッケル表面に酸化膜を形成した。酸化物を取り除くため、デイヴィソンとガーマーは高温オーブンで試料を加熱した。このことがニッケルの多結晶構造に対して電子ビームの幅にわたり連続した結晶面を有する大きな単結晶の領域を形成するとは知らなかった。
実験を再開し電子が表面に当たったとき、それらは結晶面内でニッケル原子により散乱された（よって原子は規則的に間隔をとっていた）。これにより1925年に予想外のピークを持つ回折パターンが生成された。

## ブレイクスルー
1926年夏に休暇としてデイヴィソンはイギリス科学振興協会のオックスフォード会議に出席した。この会議で直近の量子力学の進歩について知った。デイヴィソンの驚いたことに、マックス・ボルンがその年のScienceに発表した1923年のデイヴィソンの研究での回折曲線を、ド・ブロイの仮説の裏付けとして用いた講義を行っていた。
また、以前にウォルター・エルサッサー、E. G. Dymond、BlackettやJames Chadwick、Charles Ellisなど他の科学者も同様の回折実験を試みたが、十分低い真空を作ったり十分な低強度ビームを検出できなかったことを知った。
アメリカへ戻ると、デイヴィソンは管の設計と検出器の取り付けに修正を加え、余緯度に加え方位角を加えた。実験では65V、θ = 45°で強い信号ピークを生じた。これを"The Scattering of Electrons by a Single Crystal of Nickel"（ニッケルの単結晶による電子の散乱）という題でNatureに発表した。
まだ疑問は残っており、実験は1927年まで続けられた。
電子銃への印加電圧を変えると、原子表面により回折させられた電子の最大強度が異なる角度で見られた。最大強度は54Vの電圧で角度 θ = 50° のときに見られ、電子は54 eVの運動エネルギーを得た。
マックス・フォン・ラウエが1912年に証明したように、周期的結晶構造は一種の三次元回折格子として機能する。最大反射をもたらす角度はアレイからの強め合う干渉に対するブラッグの条件（ブラッグの法則）により与えられる。
{\displaystyle n\lambda =2d\sin \left(90^{\circ }-{\frac {\theta }{2}}\right),}
n = 1, θ = 50°,以前の結晶にしたニッケルを用いたX線散乱実験から得られたニッケルの結晶面の間隔(d = 0.091 nm)
ド・ブロイの関係式によると、54 eVの運動エネルギーを有する電子は0.167 nmの波長を有する。実験結果はブラッグの法則より0.165 nmであり、これは予測とよく一致する。デイヴィソンとガーマーが1928年のフォローアップの論文で述べているように、「これらの結果はブラッグの式を満たすことができなかったことも含め、電子回折に関する我々の実験で得られた結果と一致する。電子回折ビームがラウエビームと類似したものと一致しないのと同じ理由で、反射データはブラッグの関係式を満たすことができない」。しかし「計算で出した波長は添付した表に示されるようにh/mvの理論値と非常によく一致している」と付け加えている。電子エネルギー回折はブラッグの法則に従わないが、ド・ブロイの式の裏付けにはなった。
デイヴィソンとガーマーによる電子の回折の偶然的な発見は、粒子が波動の性質も持ちうるというド・ブロイの仮説を裏付ける最初の直接的な証拠であった。
デイヴィソンの細部への注意力、基礎研究を行うためのリソース、同僚の専門的技術、そして運の良さの全てが実験の成功の理由である。

## 実用
真空管の信頼性が十分高いものになり、電子回折技術を拡張できるには1960年代まで待つ必要があったが、そのとき以来LEED回折を用いて結晶にした原子の表面と原子間の間隔が調べられている。